# Curtis Fuller, Volume 3
Curtis Fuller, Volume 3 è un album di Curtis Fuller con il trombettista Art Farmer, pubblicato dalla Blue Note Records nel 1958 e ristampato nel 1959, 1963 e 1967. Il disco fu registrato il 1º dicembre 1957 al Van Gelder Studio di Hackensack, New Jersey (Stati Uniti).

## Tracce
Brani composti da Curtis Fuller, tranne dove indicato
Lato A
1. Little Messenger – 6:21
2. Quantrale – 6:13
3. Jeanie – 6:49 (Alan Jay Lerner, Burton Lane)

Lato B
1. Carvon – 6:59
2. Two Quarters of a Mile – 6:33
3. It's Too Late Now – 6:54

## Musicisti
- Curtis Fuller - trombone
- Art Farmer - tromba
- Sonny Clark - pianoforte
- George Tucker - contrabbasso
- Louis Hayes - batteria